# Synagoge (Enschede)

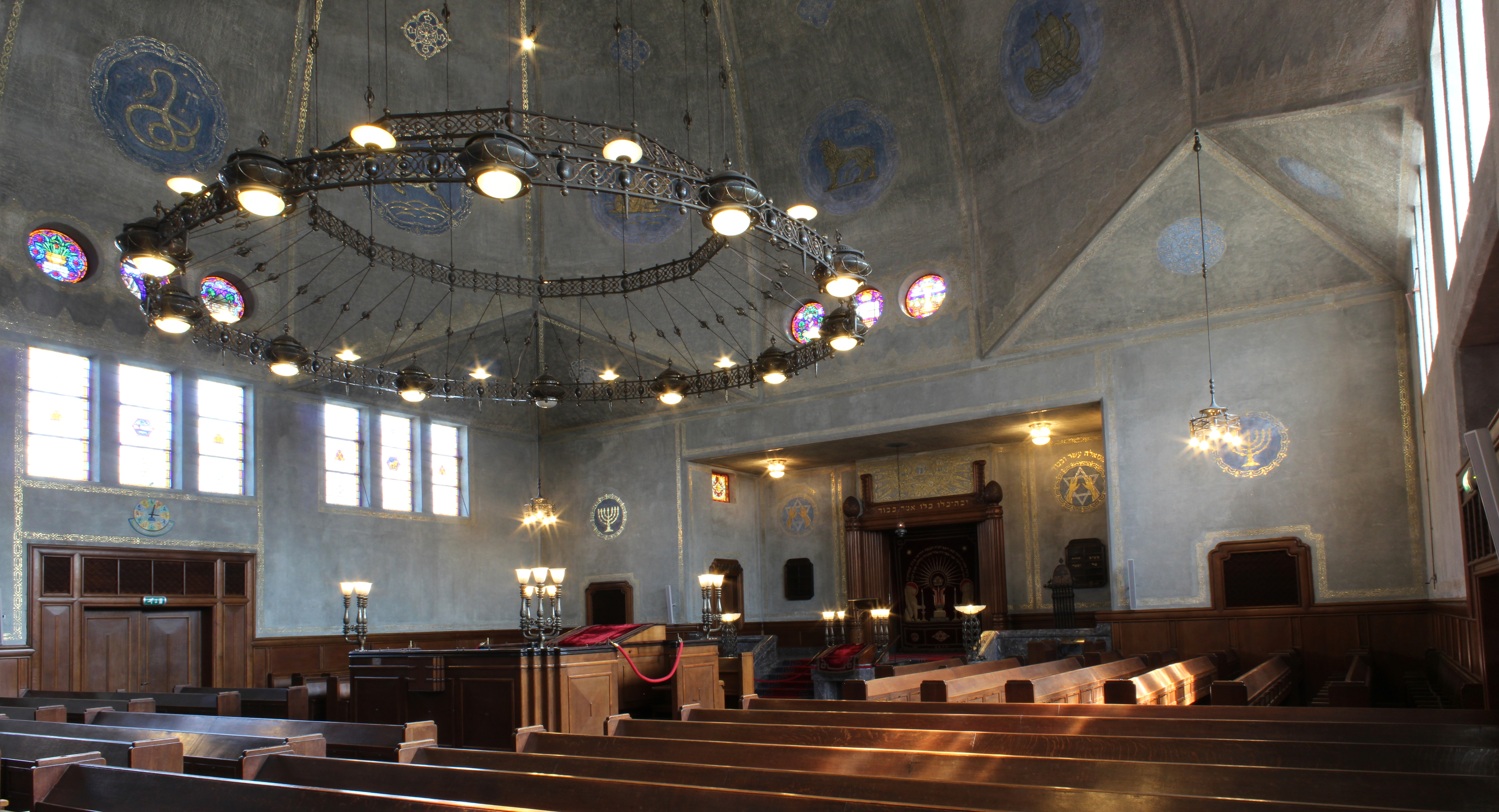
Interieur

De synagoge van Enschede is een ontwerp van de architecten Anthonie Pieter Smits en Cornelis van de Linde uit Aerdenhout. Zij ontwierpen het gebouw aan de Prinsestraat, gebaseerd op het ontwerp van Karel de Bazel uit 1918-1920 voor een synagoge aan de Visserijstraat, omdat de oude synagoge aan de Achterstraat, thans Stadsgravenstraat, te klein was geworden. Het gebouw is gebouwd in 1927-1928 in opdracht van de Nederlands-Israëlitische Gemeente van Enschede. De synagoge wordt geprezen als "een van de mooiste van de mediene" om zijn eigentijdse vormentaal.

## Geschiedenis

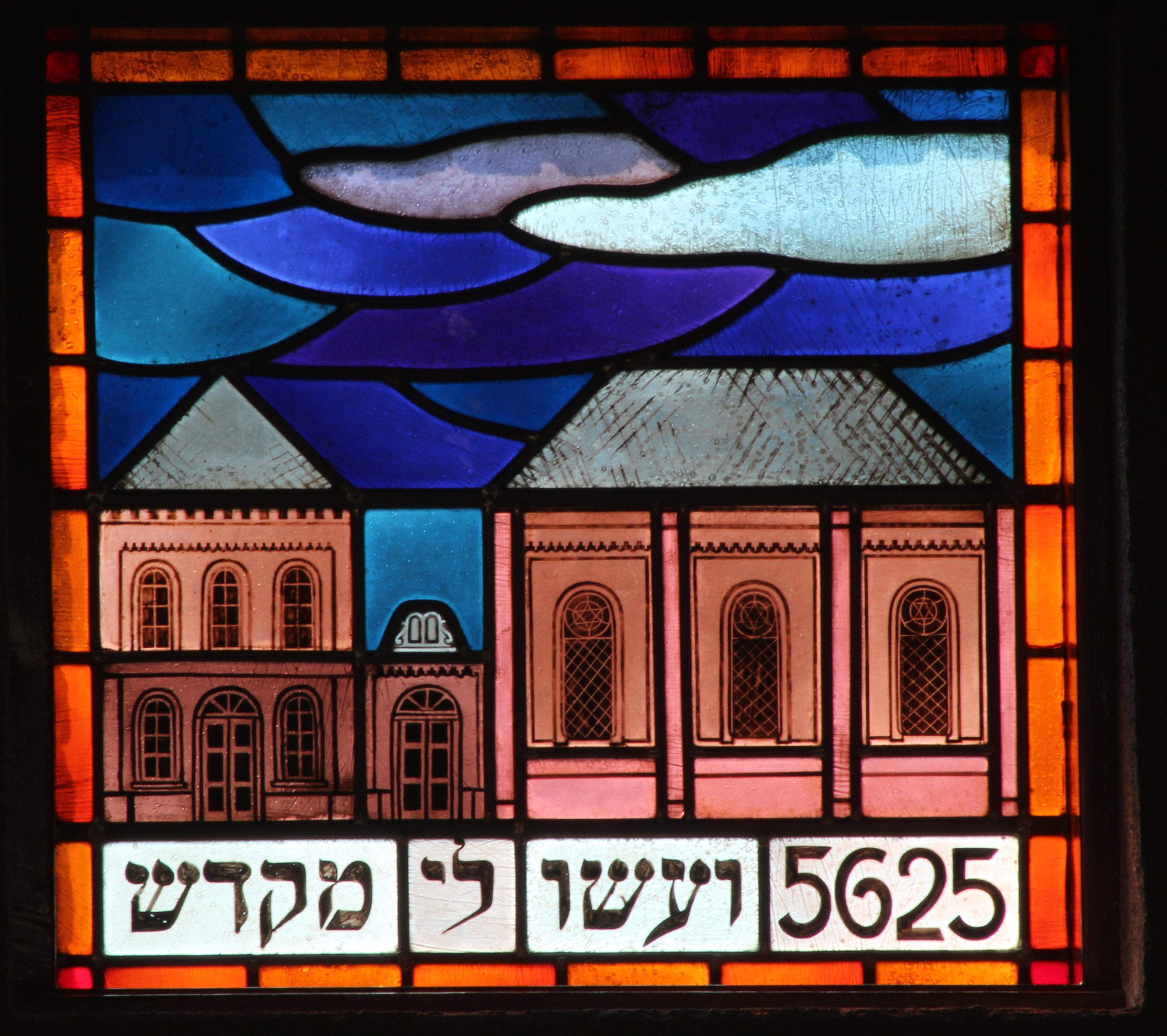
De oude synagoge aan de Achterstraat

In 1730 vestigden zich de eerste Joodse gezinnen in Enschede dankzij een liberale Twentse drost, die hen permissie verleende. De eerste godsdienstoefeningen - er was nog geen minjan - werden gehouden in het huis van Hertog Barend en Beeltjen Frank. In 1772 lieten ze hun huis per testament na aan hun zoon Mozes Hertog met als voorwaarde dat het plaats moest bieden aan de minjan en de Thorarol. Deze eerste, kleine sjoel was gevestigd in de huidige Walstraat. Na de Franse Revolutie begon de joodse gemeenschap zich sneller te ontwikkelen en in 1835 werd de sjoel aan de Achterstraat ingewijd als nevenkerk van de synagoge in Zwolle. De brand in 1862 ging ook aan de Sjoel niet voorbij, die volledig afbrandde. Aan de Gronausestraat werd een noodsynagoge in een houten loods ingericht. Dankzij giften uit binnen- en buitenland, waaronder de Baron van Twickel en Prins Hendrik, kon al in 1865 een nieuwe synagoge worden ingewijd.
De groei van de Joodse gemeenschap bleef aanhouden in aan het begin van de 20e eeuw werd ook de Synagoge aan de Achterstraat te klein, zodat in 1913, onder aanvoering van Jacob Rozendaal werd besloten tot de bouw van een nieuwe sjoel. Niet alleen was ditmaal de gemeenschap met ongeveer 1200 zielen, groter, zij was ook aanmerkelijk draagkrachtiger door leden die, zoals Menko, fortuin hadden gemaakt als fabriekseigenaar. In 1919 was het ontwerp voor de nieuwe synagoge klaar, maar het duurde tot 1927 voor met de bouw werd begonnen. De nieuwe synagoge bood plaats aan 600 mensen, en werd op 13 december 1928 ingewijd door opperrabbijn Hirsch. Al het glas-in-loodwerk en de mozaïeken werden ontworpen door Lambert Lourijsen.

### Tweede Wereldoorlog
Op 13, 14, en 15 september 1941 vond in Enschede en andere plaatsen in Twente een razzia plaats, de eerste buiten Amsterdam: 105 mannen werden weggevoerd naar Mauthausen. 
In totaal kwamen 700 van de 1200 leden van de Joodse gemeenschap om het leven, aan wie herinnerd wordt door een plaquette boven de ingang van de gebedsruimte. Het gebouw zelf was in die tijd in gebruik door de Sicherheitsdienst, en het mag als een wrede ironie van de geschiedenis gelden dat het gebouw daarom intact gebleven is. Na de Tweede Wereldoorlog werd het gebouw weer als synagoge in gebruik genomen.

## Tegenwoordig
In 1987 werd de synagoge opgeschrikt door de diefstal van sacraal zilverwerk. De dief bood de gestolen stukken aan bij een bekende verzamelaar van judaïstiek, die ze herkende en de politie informeerde. Het gestolen zilverwerk kwam op die manier terug.
In 1996 werden de volledige 100²-glas-in-loodramen uit 1927-1928 gereconstrueerd en gerestaureerd door kunstenares Annemiek Punt.
Tussen 2001 en 2004 is een belangrijke restauratie van het totale gebouw verricht, waarbij de originele stijl is behouden en waar nodig teruggebracht.
Het gebouw wordt beheerd en onderhouden door de eigenaar, de Nederlands Israëlitische Gemeente Twente. De Stichting Vrienden van de Synagoge Enschede verzorgt sinds 2014 de openstelling, rondleidingen voor belangstellenden en culturele manifestaties.

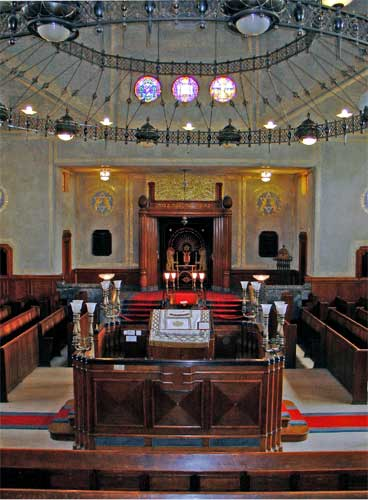
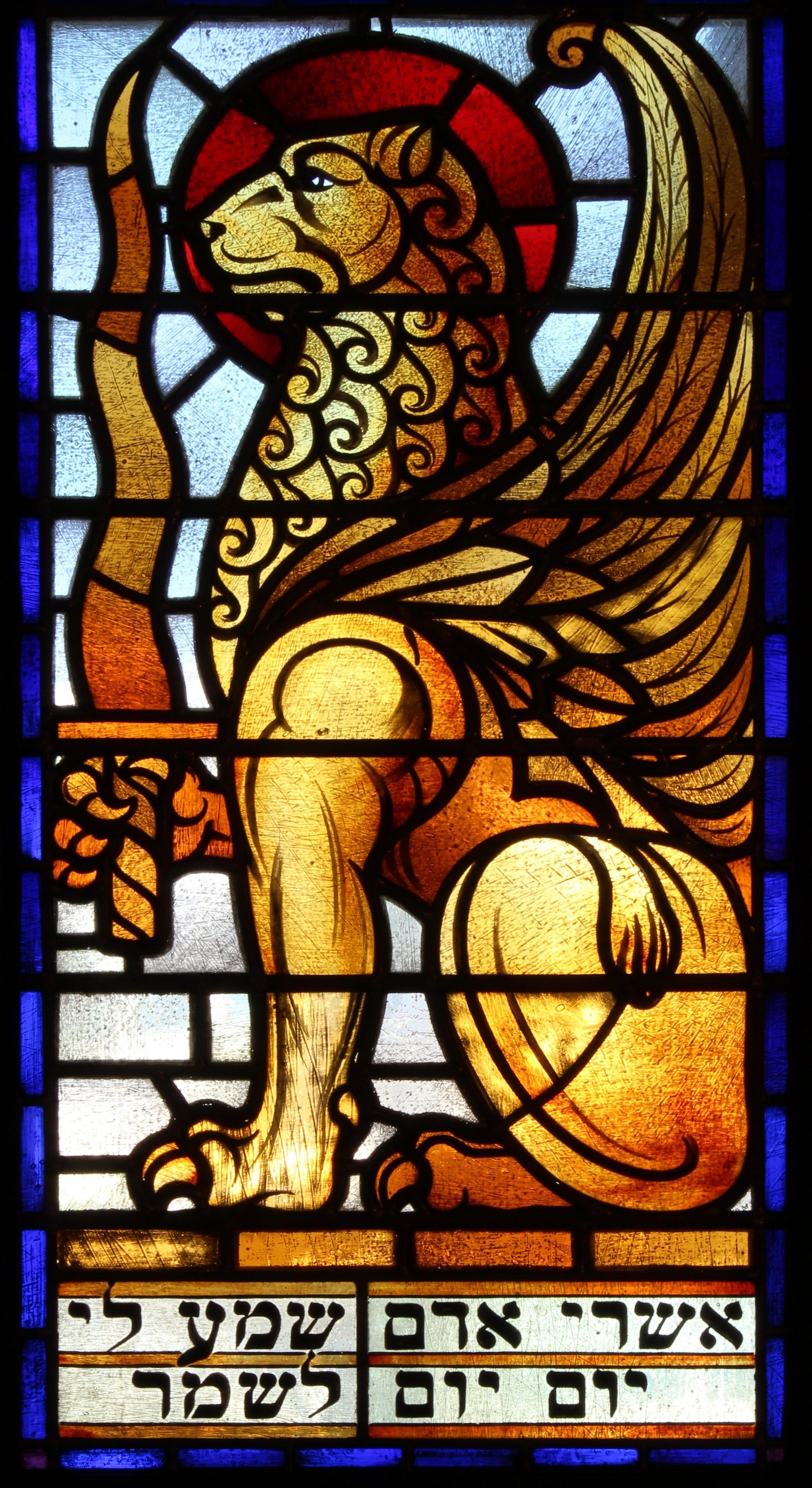
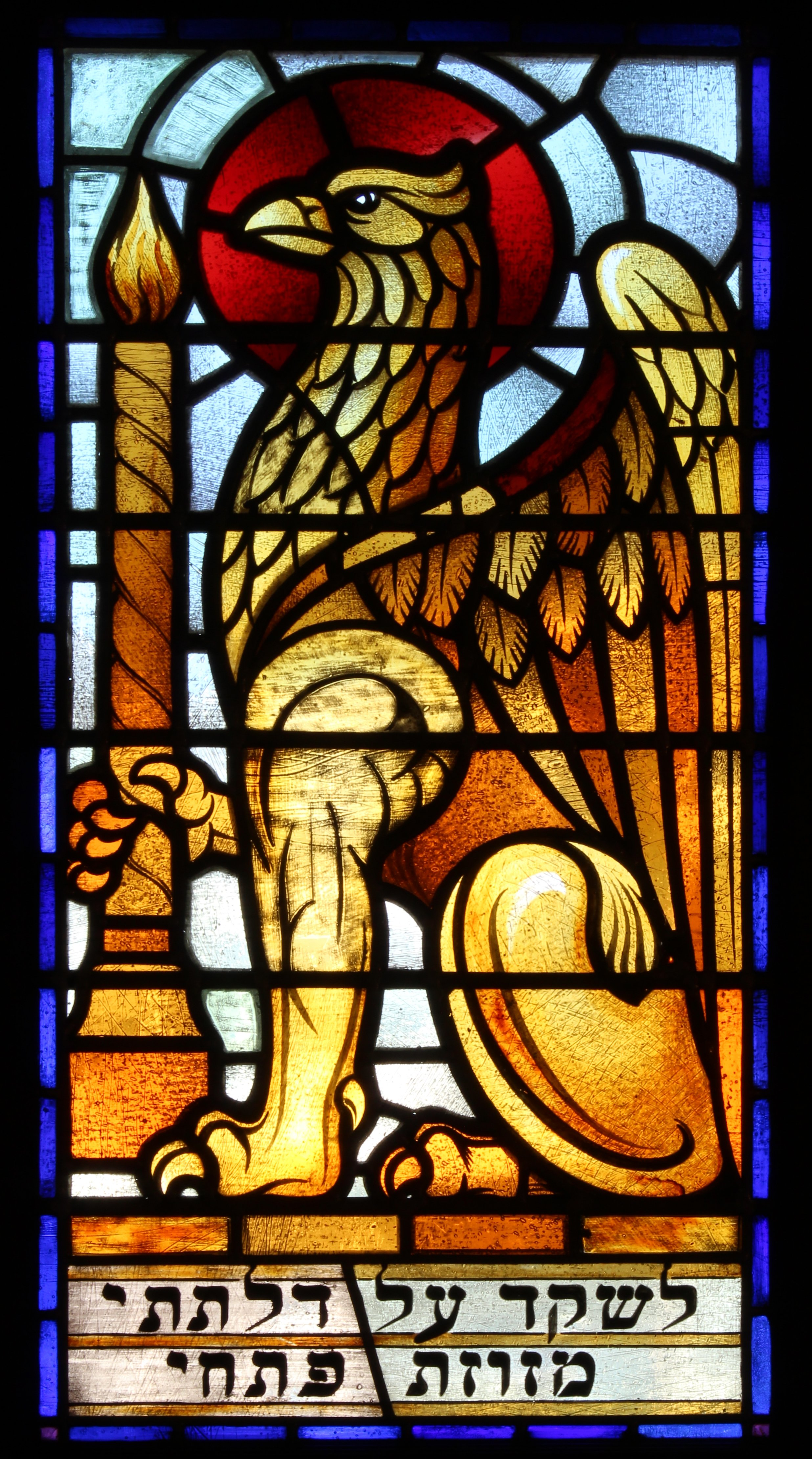
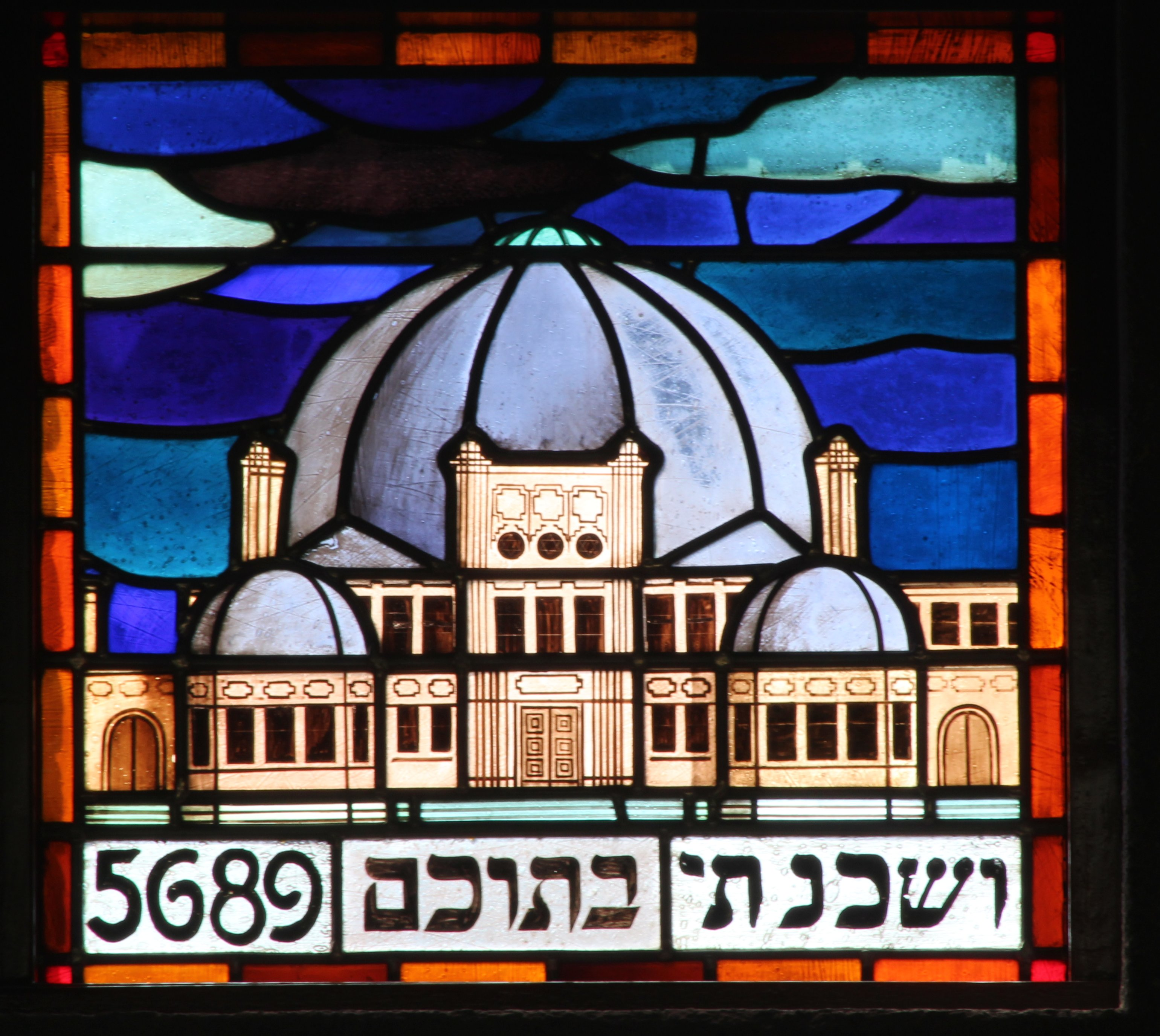
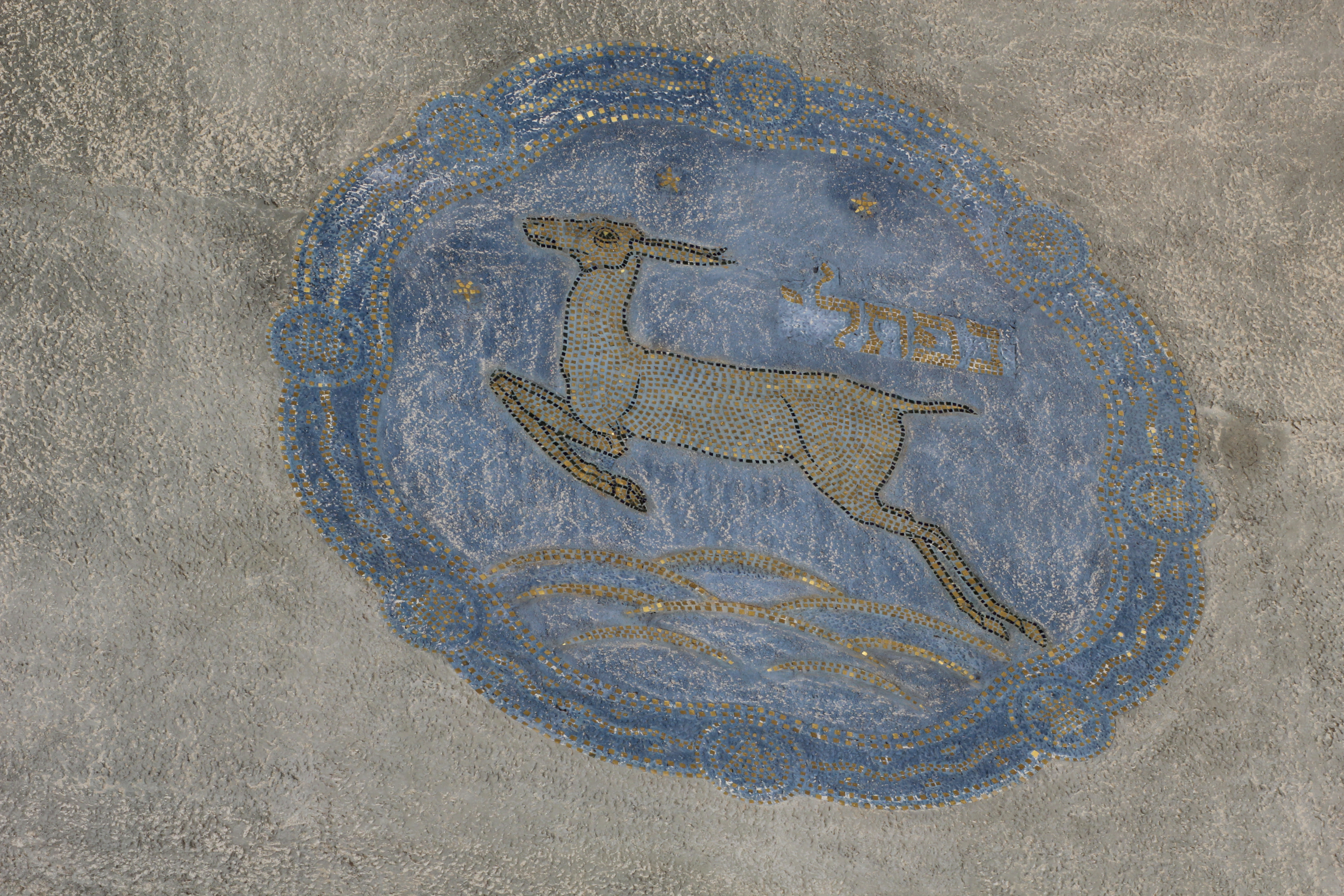
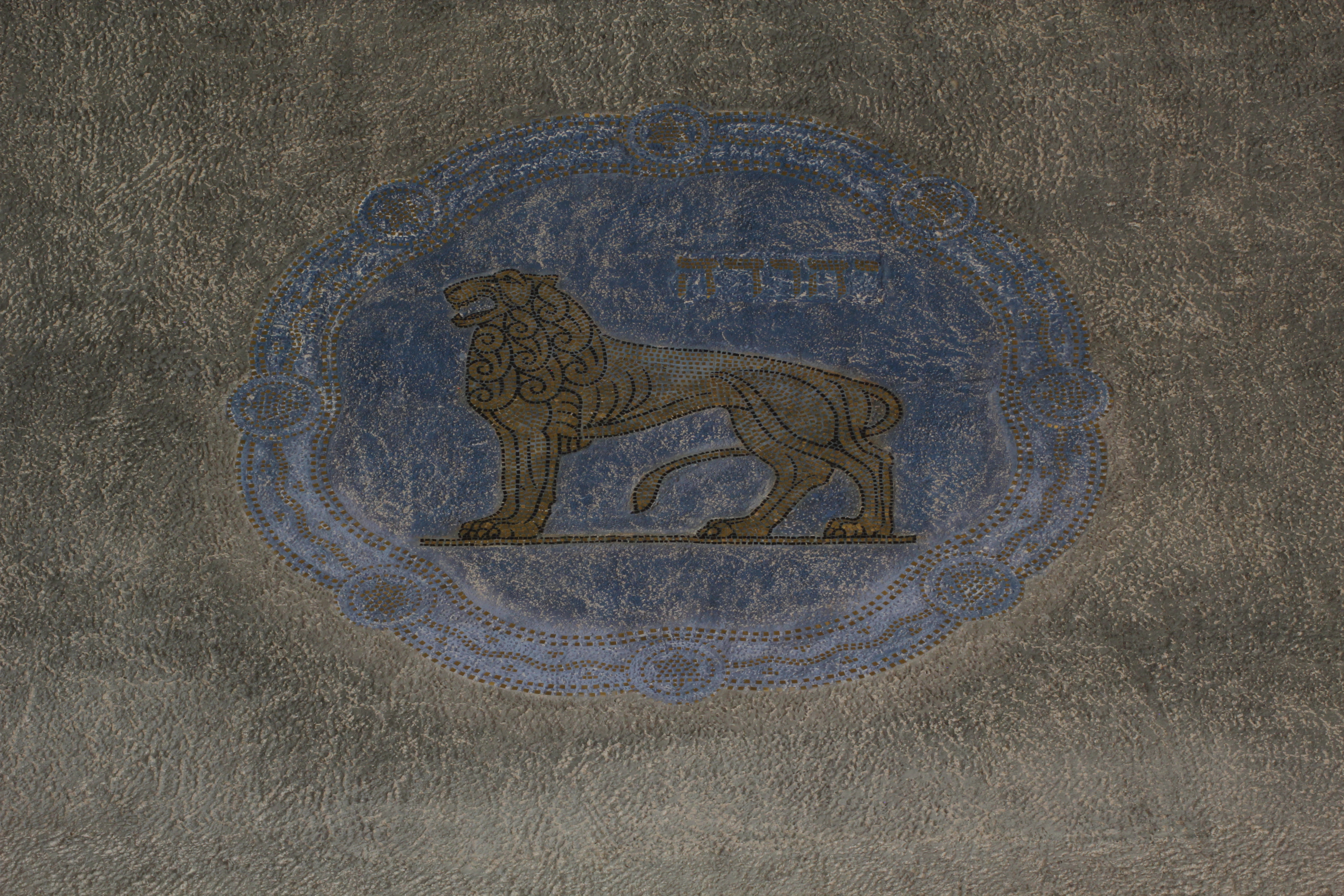
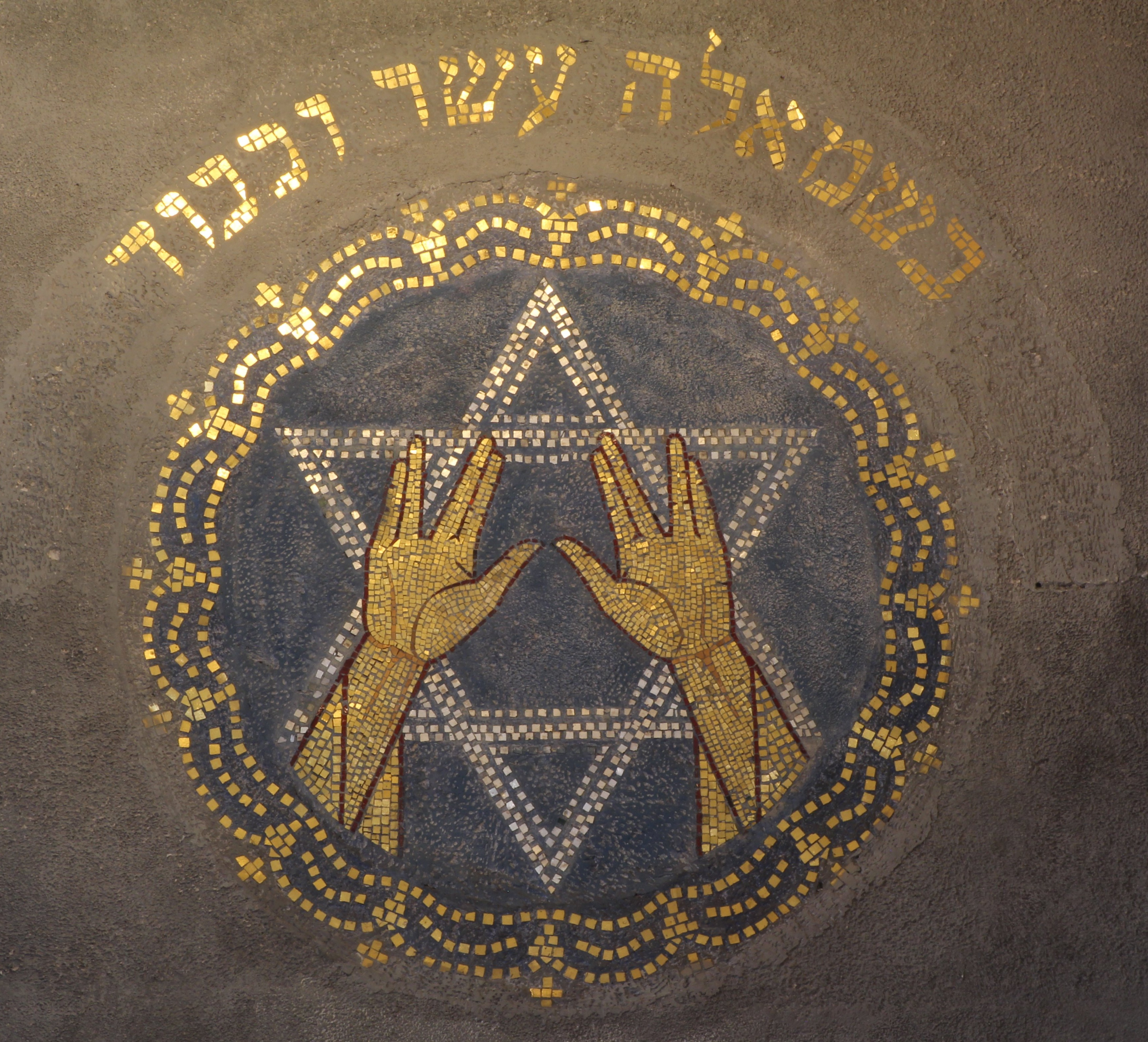